# اتیفوکسین
اتیفوکسین (انگلیسی: Etifoxine) یک داروی ضد اضطراب غیر بنزودیازپینی است که در درمان کوتاه مدت اختلال سازگاری (افسردگی موقعیتی) همراه با اضطراب، به عنوان مثال اضطراب ناشی از استرس استفاده می‌شود. از راه خوراکی مصرف می‌شود.
عوارض جانبی اتیفوکسین شامل خواب‌آلودگی خفیف، سردرد، جوش‌های پوستی و واکنش‌های آلرژیک است. به ندرت، اتیفوکسین می‌تواند باعث مسمومیت شدید پوستی و سمیت کبدی و همچنین خونریزی قاعدگی بین دوره‌ها شود. این دارو آرام بخش و ناهماهنگی عضلانی مرتبط با بنزودیازپین‌ها را ایجاد نمی‌کند. اتیفوکسین به عنوان یک تعدیل کننده آلوستریک مثبت گیرنده گاباآ و به عنوان لیگاند پروتئین انتقال دهنده عمل می‌کند. تصور می‌شود که هر دو عمل در اثرات ضد اضطراب آن دخیل هستند.

## موارد منع مصرف و احتیاط
اتیفوکسین در افراد مبتلا به شوک گردش خون، نارسایی شدید کبدی، نارسایی شدید کلیه، میاستنی گراویس، گالاکتوزمی (به دلیل لاکتوز موجود در فرمولاسیون دارو)، نارسایی شدید تنفسی و حساسیت مفرط (آلرژی) به اتیفوکسین منع مصرف دارد. این دارو در کودکان یا نوجوانان زیر هیجده سال توصیه نمی‌شود و در دوران بارداری و شیردهی به دلیل اطلاعات ناکافی توصیه نمی‌شود. احتیاط در مورد ترکیب اتیفوکسین و سایر داروهای مضعف مرکزی مانند بنزودیازپین‌ها، مسکن‌های مرکزی، داروهای ضد روان پریشی، آنتی هیستامین‌های آرام بخش و الکل ضروری است.

## عوارض جانبی
عوارض جانبی اتیفوکسین شامل خواب آلودگی خفیف و سردرد است. به ندرت، اتیفوکسین می‌تواند باعث جوش‌های پوستی خوش‌خیم یا بثورات و واکنش‌های آلرژیک مانند کهیر و آنژیوادم شود. اتیفوکسین در مقایسه با بنزودیازپین‌ها، اثرات نامطلوب کمتری از فراموشی آنتروگراد، آرام بخشی، اختلال در عملکرد روانی حرکتی و سندرم‌های ترک نشان می‌دهد. هیچ موردی از استفاده نادرست یا وابستگی به اتیفوکسین در یک بررسی دارویی در فرانسه شناسایی نشد، که آن نیز برخلاف بنزودیازپین‌ها است.
اتیفوکسین به ندرت با موارد مسمومیت شدید پوستی و سمیت کبدی همراه بوده‌است. اختلالات پوستی و زیر جلدی شایع‌ترین موارد گزارش شده‌است، اما معمولاً پس از قطع دارو برطرف می‌شود. بررسی اتیفوکسین در سال ۲۰۱۲ توسط کمیته ملی مراقبت دارویی فرانسه مشخص کرد که اتیفوکسین بی خطر است و همچنان جایگزین مطلوبی برای داروهای ضد اضطراب بنزودیازپین است. کمیته دریافت (برای یک دوره ده ساله مراقبت دارویی) که نگرانی‌های ایمنی نادر یا بسیار نادر است و بروز مشکلات کبدی (کبدی) خاص بسیار نادر است.

## فارماکولوژی

### فارماکودینامیک
برخلاف بنزودیازپین‌ها، اتیفوکسین ممکن است اثرات ضد اضطراب خود را از طریق یک مکانیسم دوگانه، با اتصال مستقیم به گیرنده‌های گاباآ و (به ظاهر، محل اتصال دقیق مشخص نشده) به پروتئین انتقال‌دهنده میتوکندری (TSPO) ایجاد کند. این منجر به تحریک بیوسنتز نورواستروئیدهای درون زا، به عنوان مثال آلوپرگنانولون، یک تعدیل کننده آلوستریک مثبت گیرنده گاباآ بسیار قوی می‌شود.
در گیرنده‌های گاباآ، اتیفوکسین در رابط α+β- متصل می‌شود و ترجیحاً انواع گیرنده‌های α۲β۳γ۲ و α۳β۳γ۲ را تقویت می‌کند. این تقویت مستقیم آلوستریک را می‌توان تنها در غلظت‌های نسبتاً بالا مشاهده کرد (شروع از > ۱ میلی مولار) و شاید از نظر فیزیولوژیکی در دوزهای طبیعی انسانی مرتبط نباشد. این با بنزودیازپین‌ها متفاوت است و اتیفوکسین را می‌توان در کنار بنزودیازپین‌ها برای تقویت اثرات آن‌ها بدون رقابت برای مکان‌های اتصال استفاده کرد؛ با این حال، همچنین به این معنی است که اثرات مستقیم اتیفوکسین توسط آنتاگونیست بنزودیازپین فلومازنیل وارونه نمی‌شود.

### فارماکوکینتیک
اتیفوکسین از طریق تجویز خوراکی مصرف می‌شود. به سرعت از دستگاه گوارش جذب می‌شود. این به خوبی جذب می‌شود، با فراهمی زیستی ۹۰٪. زمان رسیدن به اوج سطوح اتیفوکسین ۲ تا ۳ ذساعت است. اتصال اتیفوکسین به پروتئین پلاسما ۸۸ تا ۹۵ درصد است. به سلول‌های خونی متصل نمی‌شود. شناخته شده‌است که این دارو از سد جفتی عبور می‌کند. اتیفوکسین در کبد به متابولیت‌های متعددی متابولیزه می‌شود. یکی از این متابولیت‌ها، دی اتیل اتیفوکسین، از نظر دارویی فعال است. نیمه عمر دفع اتیفوکسین ۶ ساعت و دی اتیل اتیفوکسین تقریباً ۲۰ ساعت است. اتیفوکسین در سه مرحله حذف می‌شود. این دارو عمدتاً به شکل متابولیت‌ها از طریق ادرار دفع می‌شود. در صفرا نیز دفع می‌شود. فقط مقادیر کمی بدون تغییر دفع می‌شود.